# Sodíkový kanál

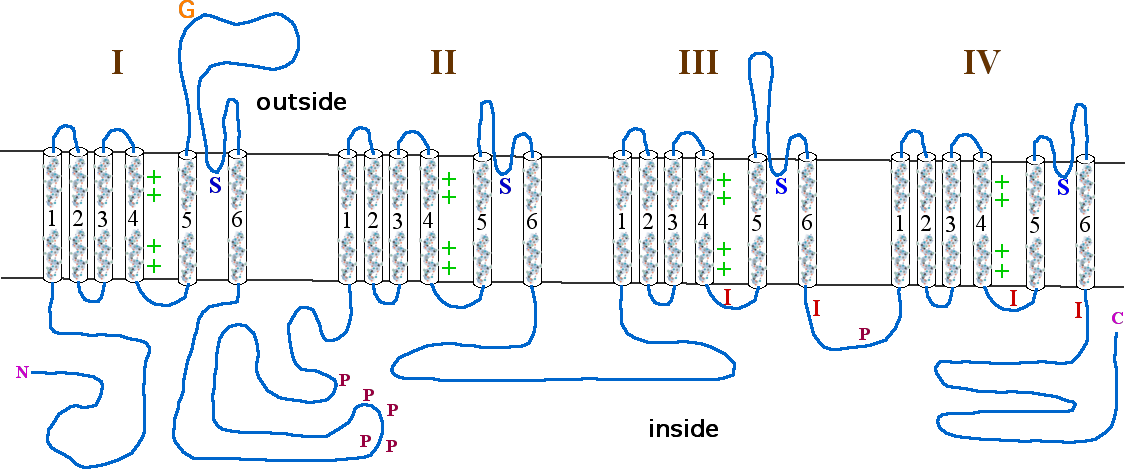
Schéma alfa podjednotky sodíkových kanálů G – glykosilace, P – fosforylace, S – iontová selektivita, I – inaktivace. Pozitivní náboje (+) v S4 pro napěťovou citlivost

Sodíkový kanál je iontový kanál přítomný na membránách mnohých buněk. Umožňuje průchod kationtů sodíku skrz membránu. Nejčastěji je schopný se uzavírat a otevírat, příp. inaktivovat například na základě elektrického napětí na buňce nebo přítomnosti neurotransmiterů. Sodíkové kanály na neuronech se při určitém napětí otevírají a způsobují tok sodíkových iontů dovnitř buňky; tím dochází k depolarizaci, což je zásadní pro vznik akčního potenciálu. Sodíkové kanály mohou být blokovány pomocí určitých chemických látek (jedů), jako jsou štíří neurotoxin, saxitoxin, tetrodotoxin a veratridin; tím se narušuje jejich funkce.

## Struktura
Sodíkový kanál se skládá z podjednotek :
- konstitutivní velká α-podjednotka obsahující 4 homologní domény (I-IV), z nichž každá má 6 transmembránových α-helixů (S1 až S6). S4 je napěťový senzor, spojení S5 a S6 tvoří hlavní externí a nejužší část (směrem ven z buňky) řetězce připomínají písmeno P (P smyčka) a vytváří tedy i pór kontrolující selektivitu, spojení III a IV pak ovlivňuje inaktivaci kanálu. Vnitřní část kanálů tvoří hlavně segmenty S6 a částečně S5.
- auxiliární β-podjednotky (1-2)

## Podtypy a nemoci
Mutace kanálu NaV1.1-1.2 způsobuje některé formy epilepsie a mutace NaV1.7 vrozenou necitlivost bolesti.